# Michael Wessing
Michael Thomas Maria Wessing (né le 29 août 1952 à Recklinghausen et mort le 7 mai 2019 à Osnabrück) est un athlète allemand ayant représenté l'Allemagne de l'Ouest, spécialiste du lancer du javelot.

## Palmarès

### Championnats d'Europe d'athlétisme
- Championnats d'Europe d'athlétisme 1978 à Prague,  Tchécoslovaquie
  -  Médaille d'or du lancer du javelot